# Историко-культурный музей села Завражье

Исто́рико-культу́рный музе́й села́ Завра́жье — музей, посвящённый кинорежиссёру Андрею Тарковскому и религиозному философу Павлу Флоренскому. Расположен в родном селе Тарковского — Завражье Костромской области.
Организаторами музея выступили Марина Тарковская, администрация Кадыйского района и Фонд науки и православной культуры священника Павла Флоренского. В музее находятся материалы, которые связаны с именами Тарковского, отца Павла Флоренского, с историей края и села.
С 1 сентября 2009 года по решению администрации Костромской области музей приобрёл статус областного государственного учреждения культуры, а с 1 сентября 2016 года музей стал филиалом Костромского государственного музея-заповедника.

## Описание
Музей был открыт 30 октября 2004 года.
Музей размещён в отреставрированном деревенском доме, в котором родился Андрей Тарковский. Первую экскурсию по музею провела сестра Тарковского Марина, подарившая музею документы и личные вещи кинорежиссёра. На церемонии открытия присутствовали внук Павла Флоренского игумен Андроник (Трубачёв), Наталья Бондарчук, сокурсник Тарковского Александр Гордон, губернатор Костромской области Виктор Шершунов и другие.
В музее имеется два экспозиционных зала. Один из них посвящён творчеству Андрея Тарковского, другой — духовно-философскому наследию Павла Флоренского.
Зал Андрея Тарковского оформлен художником фильма «Сталкер» Рашидом Сафиуллиным.